# Centrale idroelettrica di Crego
La centrale idroelettrica di Crego è situata nel comune di Crodo, in provincia del Verbano-Cusio-Ossola.. Si trova nei pressi della frazione di Crego del comune di Premia.

## Caratteristiche

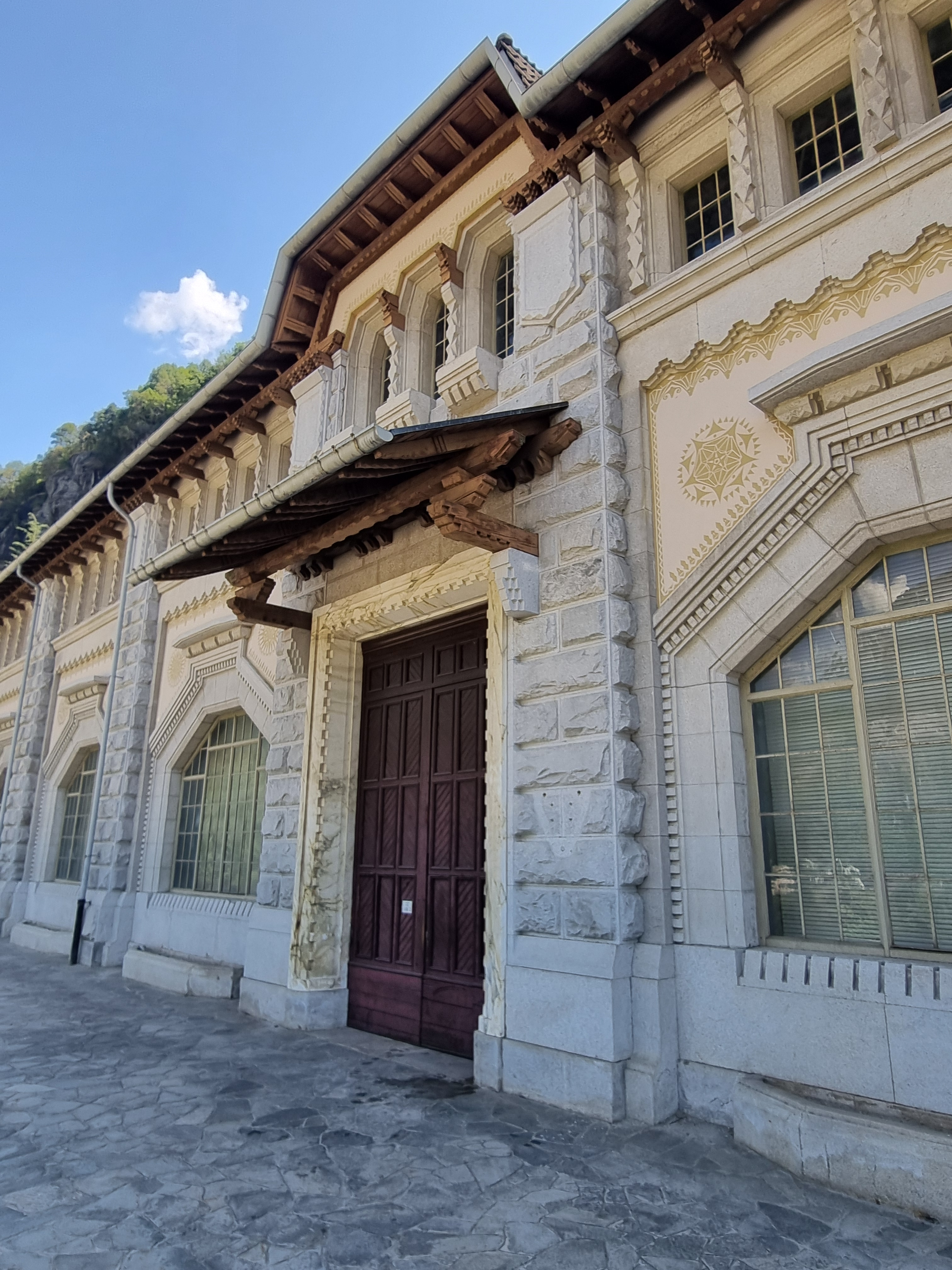
Dettaglio dell'ingresso

Si tratta di una centrale ad acqua fluente che sfrutta le acque del fiume Toce. Originariamente di proprietà delle Imprese Elettriche Conti, agli inizi degli anni '50 i gruppi originali da 11,3 MVA furono rimpiazzati da nuovi gruppi con potenza unitaria di 22 MVA.
I macchinari consistono in due gruppi turbina/alternatore, con turbine Francis ad asse verticale.

## Architettura
Il fabbricato della centrale e l'abitazione del capo impianto sono stati progettati dall'architetto milanese Piero Portaluppi tra il 1916 e il 1919.